# Pietro Perugino

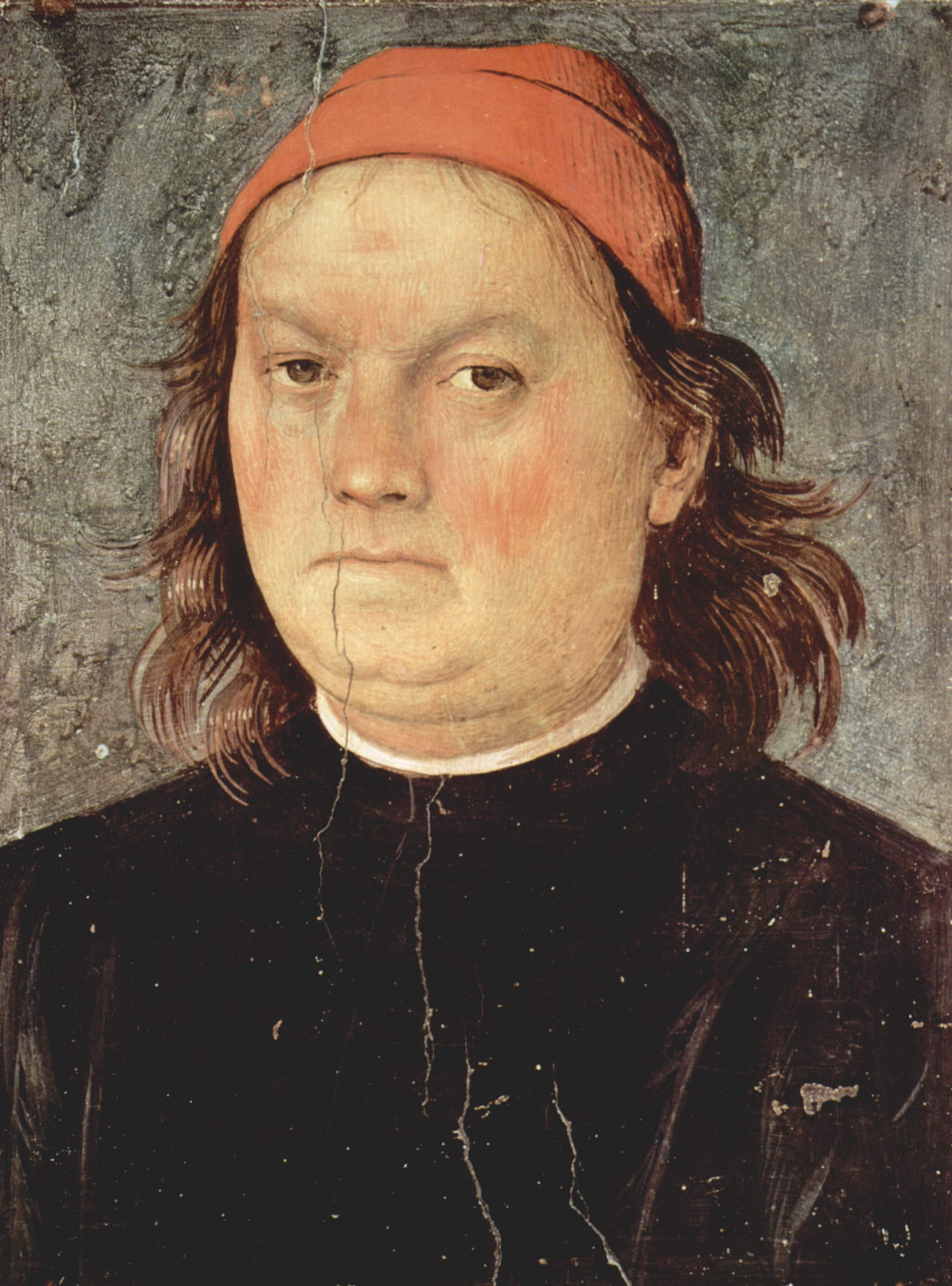
Zelfportret, 1497-1500, fresco, Collegio del Cambio, Perugia

Pietro Perugino, eigenlijke naam Pietro Vannucci (Città della Pieve, ca. 1450 – Fontignano, 1523) was een Italiaans schilder. Hij werd geboren in 1446 bij Perugia en is in Umbrië gestorven in 1523. Van zijn training is weinig bekend, maar zijn eerste ontwikkelingen zijn duidelijk beïnvloed door Andrea del Verrocchio en zijn jaren in Florence waar hij in de werkplaats van Andrea del Verrocchio werkte, tegelijkertijd met Leonardo da Vinci. Een belangrijke rol in zijn artistieke ontwikkeling speelden de schilderijen van Piero della Francesca. In 1472 trad hij toe tot het Florentijnse gilde en bleef zijn gehele leven opdrachten van de stad Florence ontvangen. 
In 1481 vertrok hij naar Rome om mee te helpen aan de fresco's ter decoratie van de wanden van de Sixtijnse Kapel. Tussen 1486 en 1496 verbleef hij voornamelijk in Florence, waar veel van zijn bekendere werken ontstonden. Daarna verbleef hij onder andere in Venetië, Mantua, Milaan en Perugia. Na 1500 ging zijn werk geleidelijk in innerlijke waarde achteruit. 
Perugino was een typisch vertegenwoordiger van de Umbrische school, speciaal wat betreft de dromerige stemming in zijn werk, de vrede en harmonie. Meesterlijk zijn zijn landschappen met bomen waarin het zonlicht speelt. In zijn compositie bereidde hij door zijn evenwichtige groepering de hoge renaissance voor. Van zijn vele leerlingen is Rafaël de bekendste.

## Werken
- Maria met Christuskind en Johannes de Doper, olieverf op paneel, 1497, 73×52 cm. Huidige locatie: Städelsches Kunstinstitut, Frankfurt am Main.
- Strijd tussen Liefde en Kuisheid, tempera op canvas, 1503-1505, 160×191 cm. Huidige locatie: Louvre, Parijs.

- Bibsys: 90680891
- Biblioteca Nacional de España: XX1474812
- Bibliothèque nationale de France: cb139493150 (data)
- Gemeinsame Normdatei: 119091771
- International Standard Name Identifier: 0000 0003 8692 0520
- KulturNav: 8455349c-00c3-47d9-b93b-de61cb919715
- Library of Congress Control Number: n84039337
- Nationale Bibliotheek van Letland: 000256017
- Bibliotheek van het Japanse parlement: 01107259
- Nationale Bibliotheek van Tsjechië: xx0011780
- Nationale Bibliotheek van Israël: 987007277324305171
- Nationale Bibliotheek van Polen: a0000001804354
- Nederlandse Thesaurus van Auteursnamen: 070627274
- RKD-Nederlands Instituut voor Kunstgeschiedenis: 62824
- Istituto Centrale per il Catalogo Unico: RAVV024879
- LIBRIS: 209413
- SNAC: w68g9hcp
- Système universitaire de documentation: 027273768
- Museum of New Zealand Te Papa Tongarewa: 56421
- Union List of Artist Names: 500024544
- Virtual International Authority File: 228460912